# Gheorghe Ilie
Gheorghe Ilie (ur. 4 czerwca 1927) – rumuński pięściarz, reprezentant kraju na igrzyskach olimpijskich w Helsinkach (1952). Na igrzyskach wziął udział w turnieju w wadze piórkowej. W pierwszej walce wygrał 2:1 z reprezentantem Wielkiej Brytanii Percy Lewisem, w drugiej przegrał 3:0 z reprezentantem Stanów Zjednoczonych Edsonem Brownem.